# Vinji Vrh pri Semiču
Vínji Vŕh pri Sémiču je naselje v občini Semič v Sloveniji.
Seznam kulturne dediščine:
| Št. | Stavba                                              | Opis | Slika |
| --- | --------------------------------------------------- | --- | ----- |
| 1.  | Cerkev Svete Trojice v Vinjem vrhu (EŠD 816)        | Podružnična cerkev, sv. Trojica, zlati oltar. Stavba, pozidana v sredi 17. stol. na osmerokotnem tlorisu in pokrita s kupolo, velja za prvi "odvod" cerkve v Novi Štifti. Kvaliteten trinadstropen glavni zlati oltar in prižnica sta delo Nirenbergerja. Datacija enote: sredina 17. stol. (1647) Avtor(ji): Delavnica Jereb (podobar; 1/4 20. stol.) |       |
| 2.  | Arheološko najdišče sv. Trojica (EŠD 21419)         | Arheološko najdišče identificirano med terenskim pregledom l. 1986 in 2004. Izkopavanja 2005 so odkrila sledove bakreno in rimskodobne naselbine. Datacija enote: bakrena doba, rimska doba |       |
| 3.  | Kozolec pri hiši Vinji Vrh pri Semiču 2 (EŠD 25937) | kozolec na psa; lesen kozolec na psa s tremi pari oken stoji na kamnitih podstavkih in ima lesene stopnice z manjšim gankom. Datacija enote: prva polovica 20. stoletja |       |